# Salvatore A. Angelella

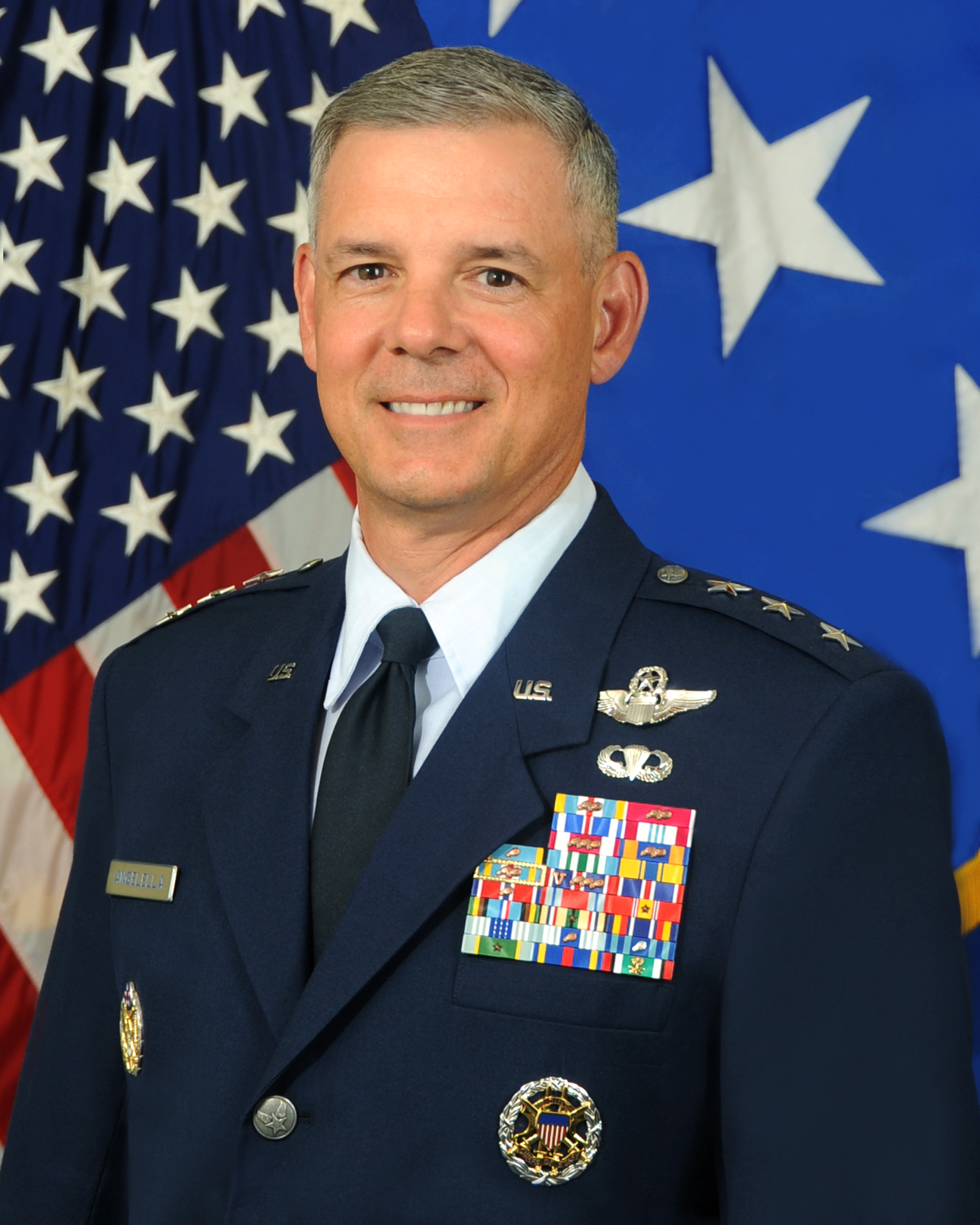
Salvatore A. Angelella (2012)

Salvatore A. Angelella (* 1959) ist ein pensionierter Generalleutnant der United States Air Force. Er war unter anderem Kommandeur der United States Forces Japan und der 5. Luftflotte.
Im Jahr 1981 absolvierte er die United States Air Force Academy in Colorado Springs. Nach seiner Graduation wurde er als Leutnant in das Offizierskorps der Air Force aufgenommen. In der Folge durchlief er alle Offiziersgrade vom Leutnant bis zum Drei-Sterne-General.
Im Lauf seiner militärischen Karriere absolvierte er verschiedene Kurse und Schulungen. Dazu gehörten unter anderem eine Ausbildung zum Kampfpiloten und weitere Fortbildungskurse als Pilot neuer Flugzeugtypen; die Squadron Officer School auf der Maxwell Air Force Base in Alabama; das Air Command and Staff College, das sich ebenfalls auf der Maxwell AFB befindet; die School of Advanced Airpower Studies; das National War College in Fort Lesley J. McNair, Washington, D.C. sowie der Joint Force Air Component Commander Course und der Joint Flag Officer Warfighting Course die beide wieder auf der Maxwell AFB stattfanden.
In seinen frühen Jahren als Offizier der Luftwaffe war er an verschiedenen Stützpunkten in den Vereinigten Staaten stationiert. Dabei war er als Pilot, Flugausbilder oder Stabsoffizier bei unterschiedlichen Einheiten tätig. Dazwischen absolvierte er die erwähnten Schulungen. Als Stabsoffizier war er unter anderem im Hauptquartier der Air Force tätig. Zwischen November 1988 und Oktober 1991 war er in Deutschland auf der Spangdahlem Air Base bei der 23. Taktischen Schwadron (23rd Tactical Fighter Squadron) als Pilotenausbilder und Pilot stationiert. Eine weitere Auslandsversetzung führte ihn Ende der 1990er Jahre nach Japan. Dort war er zwischen Juni 1996 und Juni 1997 auf der Yokota Air Base Stabsoffizier bei den amerikanischen Streitkräften in Japan und der 5. Luftflotte. Es folgte eine Versetzung zur Misawa Air Base, ebenfalls in Japan, wo er zwischen Juni 1997 und Juli 1999 stationiert war. Zunächst war er dort Stabsoffizier und dann Staffelkapitän der 13th Fighter Squadron.
Zwischen Juni 2000 und August 2002 gehörte Salvatore Angelella in unterschiedlichen Funktionen der J8-Stabsabteilung bei den Joint Chiefs of Staff an. Danach wurde er in den Irak versetzt, wo er zwischen August 2002 und Februar 2003 das 332. Expeditionsgeschwader (332nd Air Expeditionary Wing) kommandierte. Anschließend übernahm er auf der Shaw Air Force Base in South Carolina das Kommando über das 20. Kampfgeschwader das er zwischen Februar 2003 und Juni 2004 innehatte. Danach gehörte er bis zum August 2005 dem Stab des NATO-Hauptquartiers in Belgien an.
Es folgte eine Rückkehr zur Misawa Air Base in Japan. Dort kommandierte Angelella zwischen August 2005 und Januar 2007 das 35. Kampfgeschwader (35th Fighter Wing). Als Nächstes erfolgte eine Versetzung zum Camp H. M. Smith in Hawaii. Dort leitete er bis Januar 2009 die Stabsabteilung für strategische Planungen beim United States Indo-Pacific Command. Im Januar 2009 kehrte er auf die Yokota Air Base in Japan zurück. Dort war er bis zum November 2010 stellvertretender Kommandeur (Vice Commander,) der 5. Luftflotte.
Zwischen November 2010 und Juli 2012 war Salvatore Angelella als Vice Director for Strategic Plans and Policy erneut Stabsoffizier bei den Joint Chiefs of Staff. Daran schloss sich eine weitere Rückkehr auf die Yokota AB an, wo er am 24. Juli 2012 als Nachfolger von Burton M. Field das Kommando über die amerikanischen Streitkräfte in Japan (U.S. Forces Japan) und die 5. Luftflotte (5th Air Force) übernahm. Diese beiden Kommandos behielt er bis zum 5. Juni 2015 als John L. Dolan seine Nachfolge antrat. Wenig später schied er aus dem aktiven Militärdienst aus.
Während seiner aktiven Zeit als Militärpilot absolvierte er über 3100 Flugstunden auf verschiedenen Flugzeugtypen.

## Daten der Beförderungen
| Abzeichen | Rang               | Jahr              |
| --------- | ------------------ | ----------------- |
|           | Second Lieutenant  | 27. Mai 1981      |
|           | First Lieutenant   | 27. Mai 1983      |
|           | Captain            | 27. Mai 1985      |
|           | Major              | 1. Mai 1993       |
|           | Lieutenant Colonel | 1. Dezember 1997  |
|           | Colonel            | 1. April 2001     |
|           | Brigadier General  | 24. November 2006 |
|           | Major General      | 4. Dezember 2009  |
|           | Lieutenant General | 20. Juli 2012     |

## Orden und Auszeichnungen
Salvatore Angelella erhielt im Lauf seiner militärischen Laufbahn unter anderem folgende Auszeichnungen:
- Defense Superior Service Medal
- Legion of Merit
- Distinguished Flying Cross
- Air Medal
- Defense Meritorious Service Medal
- Meritorious Service Medal
- Aerial Achievement Medal
- Joint Service Commendation Medal